# Mwandiga
Mwandiga è una circoscrizione mista (mixed ward) della Tanzania situata nel distretto rurale di Kigoma, regione di Kigoma. Conta una popolazione di 18 906 abitanti (censimento 2012).